# Lawrence Mitchell
Lawrence Mitchell (ur. 19 lipca 1921, zm. 2009) – brytyjski kierowca wyścigowy.

## Kariera
W wyścigach samochodowych Mitchell poświęcił się głównie startom zaliczanym do klasyfikacji Mistrzostw Świata Samochodów Sportowych. W 1953 roku Brytyjczyk odniósł zwycięstwo w klasie S 2.0 24-godzinnego wyścigu Le Mans, a w klasyfikacji generalnej był trzynasty.